# Achelous spinimanus
Achelous spinimanus is een krabbensoort uit de familie van de Portunidae. De wetenschappelijke naam van de soort is voor het eerst geldig gepubliceerd in 1819 door Latreille.